# Lesbofobia

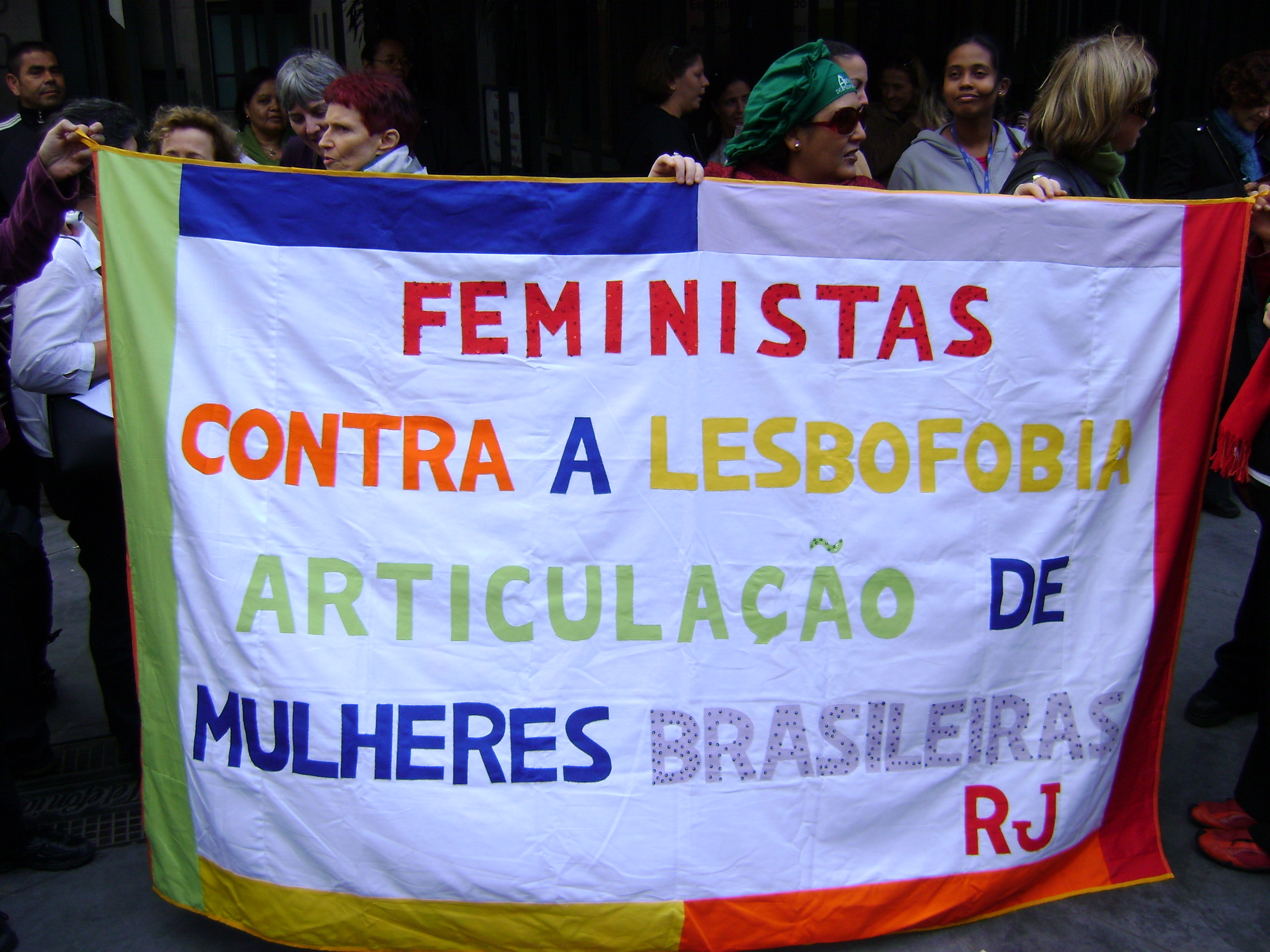
Corteo lesbico-femminista al Gay Pride di San Paolo in Brasile nel 2008.

La lesbofobia è la paura e l'odio nei confronti del lesbismo; essa comprende varie forme di negatività verso le lesbiche come individui, come coppie o come gruppo sociale. Sulla base delle categorie di sesso o genere biologico, orientamento sessuale, espressione e identità di genere, questa negatività comprende il pregiudizio, la discriminazione e gli abusi, oltre che atteggiamenti e sentimenti che vanno dal disprezzo all'ostilità. Come tale la lesbofobia è una forma di sessismo contro le donne che s'interseca con l'omofobia e viceversa. È analoga alla gayfobia (avversione specifica nei confronti degli uomini gay).

## Relazioni terminologiche
Mentre alcune persone utilizzano solamente il termine più generale di omofobia per descrivere questo tipo di pregiudizio e comportamento, altri credono che i termini omosessualità e omofobia non riflettano adeguatamente le preoccupazioni specifiche delle lesbiche, poiché esse sperimentano la doppia discriminazione data dall'omofobia e dal sessismo.
Allo stesso modo le donne bisessuali potrebbero preferire l'uso del termine bifobia per riferirsi ai pregiudizi o agli abusi che esse incontrano, i quali si basano sulla loro identità o su comportamenti bisessuali, mentre le persone che si definiscono come transgender spesso preferiscono usare la parola transfobia.

## Estensione della lesbofobia
L'idea che le lesbiche siano pericolose, mentre le interazioni eterosessuali siano naturali, normali e spontanee, è un esempio comune delle credenze lesbofobiche. Al pari dell'omofobia, questa convinzione è classificata come eteronormatività, in quanto presuppone che l'eterosessualità sia presunta, dominante e normale, mentre le altre disposizioni o rapporti sessuali siano anormali e innaturali.
Uno tra gli stereotipi LGBT che è stato definito come lesbofobico è quello che vuole che le atlete o le sportive femminili in generale siano sempre o prevalentemente lesbiche, anche se una situazione simile viene riscontrata dagli uomini quando, ad esempio, lavorano nel mondo della moda, per cui lo stereotipo vuole che siano gay. 
Le lesbiche possono incontrare atteggiamenti lesbofobici non solo negli uomini e nelle donne etero, ma in alcuni casi anche negli uomini gay e bisessuali. 
La lesbofobia presente negli uomini omosessuali è considerata come manifesta nella subordinazione percepita delle questioni lesbiche nelle campagne per i diritti LGBT.

## Violenza lesbofobica

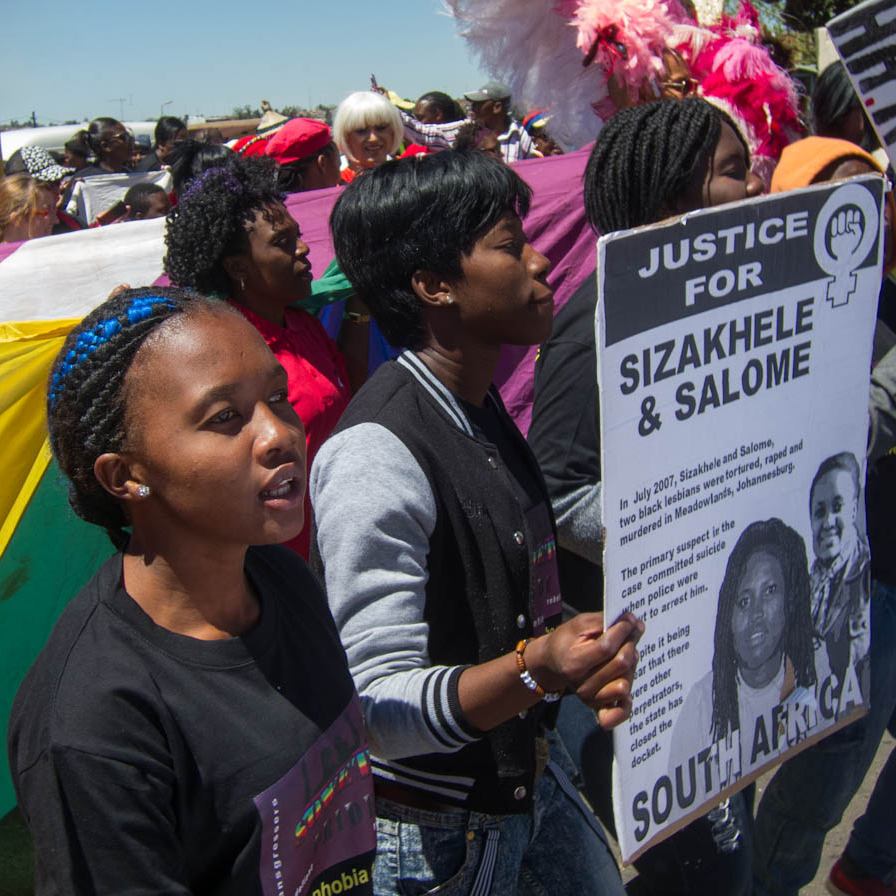
Partecipanti al Soweto Pride 2012 commemorano le due lesbiche che sono state stuprate e uccise nel 2007.

La lesbofobia è talvolta dimostrata attraverso reati di violenza, tra cui lo stupro correttivo e anche l'omicidio. In Sudafrica Sizakele Sigasa (attivista lesbica che vive a Soweto) e la sua partner Salome Masooa sono state violentate, torturate e assassinate nel luglio del 2007 in un attacco che le organizzazioni per i diritti lesbico-gay del Sudafrica, tra cui il gruppo-ombrello di lavoro congiunto, hanno definito come guidato da lesbofobia. 
Due altri casi di stupro e assassinio di lesbiche si sono verificati sempre in Sudafrica prima del luglio 2007: Simangele Nhlapo, membro di un gruppo di sostegno per le persone HIV-positive, è stata violentata e uccisa nel mese di giugno, insieme con la figlioletta di due anni; Madoe Mafubedu, di 16 anni, è stata invece violentata e accoltellata a morte.
Nel 2006, Zoliswa Nkonyana, di 19 anni, è stata uccisa per il suo essere dichiaratamente lesbica da 4 uomini nella township di Città del Capo di Khayelitsha, che l'hanno pugnalata e sottoposta a lapidazione fino alla morte. La calciatrice della nazionale del Sudafrica Eudy Simelane e l'attivista LGBT Noxolo Nogwaza sono state violentate e uccise nella città di KwaThema, nella provincia di Gauteng.
Zanele Muholi, direttrice delle relazioni comunitarie di un gruppo per i diritti delle lesbiche, riferisce di aver registrato almeno 50 casi di stupro negli ultimi dieci anni che coinvolgevano le lesbiche nere nelle township, affermando: "Il problema è in gran parte quello del patriarcato. Gli uomini che commettono tali crimini vedono lo stupro come curativo e come un tentativo di mostrare alle donne il loro posto nella società".

## Everyday Lesbophobia
Jane Czyzselska, l'editor della rivista lesbica in lingua inglese Diva, ha lanciato una campagna mediatica sociale denominata Everyday Lesbophobia nel 2013. Ha affermato il PinkNews online nel luglio 2013: "Come il brillante Everyday Sexism Project la nostra campagna Everyday Lesbophobia è stata istituita per documentare i casi di pregiudizio fino ai più gravi abusi occasionali che sono diventati così comuni che spesso non ci sentiamo in grado di protestare contro di essi". Ogni giorno Everyday Lesbophobia include un blog, una pagina su Facebook e un account Twitter.